# کلورانولول
کلورانولول (به انگلیسی: Cloranolol) یا باختصار عامه کلورانول با فرمول شیمیایی C۱۳H۱۹Cl۲NO۲ یک بتا بلوکر با شناسه پاب‌کم ۶۵۸۱۴ است که جرم مولی آن ۲۹۲٫۲۰۱۴۶ g/mol می‌باشد. 